# Bærum SK
Bærum SK är en fotbollsklubb som håller till i Sandvika i Akershus fylke i Norge. Klubben bildades den 26 mars 1910 som Grane FK innan namnet ändrades till Grane SK den 6 september samma år. Den 5 november 1945 gick Grane SK samman med Sandvika Arbeideridrettslag (bildad 1927) och Sandvika Idrettslag (bildad 1944) under namnet "Grane-Sandvika". Detta namn godkändes inte av Norges Idrettsforbund utan ändrades till IL Mode den 18 december 1946. På klubbens halvårsmöte den 21 april 1969 ändrades namnet till Bærum SK.
Klubben har tidigare även bedrivit backhoppning, längdskidåkning, friidrott, ishockey, boxning, orientering, bandy, handboll och gång. Klubben blev norska mästare fyra gånger i bandy (1931, 1934, 1936 och 1949), fyra gånger i ishockey (1936, 1937, 1939 och 1940) och en gång i handboll. Ishockeylaget blev även norska seriemästare två gånger.
1980 gick fotbollslaget upp i Norges näst högsta division för första gången under efterkrigstiden, förra gången hade Norge inget landsomfattande seriespel. I laget spelade en av de första afrikanska fotbollsspelarna i Norge, "Peggy" Joof från Gambia. En annan framgång var då fotbollslaget 2004 på Kadettangen slog ut Vålerenga IF med 3-2 i det norska cupmästerskapet.
Bærum var ledende fotbollslag i sin kommun fram tills Stabæk IF startade sin klättring i det norska seriesystemt under det tidiga 1990-talet. Klubbarna var länge rivaler. Det så kallade "tronskiftet" markerades 1994 då Bærum SK föll ur 1. divisjon. 
De ursprungliga matchställen var röda och vita, men byttes 1911 mot gula och svarta. Varianter av bortaställen är hemmaställen med vita byxor och bortaställen med svarta byxor.